# Chef de cabinet des ministres d'Argentine
La fonction de chef de cabinet des ministres d'Argentine a été créée par la réforme constitutionnelle de 1994.
Les fonctions du chef de cabinet des ministres sont définies par les articles 100 et 101 de la Constitution argentine. La plupart de ses tâches concernent l'organisation du travail des autres ministres et d’assurer la relation entre le gouvernement et le Congrès.

## Liste des chefs de cabinet des ministres
| Chef de cabinet des ministres | Président            | Mandat    |
| ----------------------------- | -------------------- | --------- |
| Eduardo Bauzá                 | Carlos Menem         | 1995–1996 |
| Jorge Alberto Rodríguez (es)  | Carlos Menem         | 1996–1999 |
| Rodolfo Terragno              | Fernando de la Rúa   | 1999–2000 |
| Chrystian Colombo             | Fernando de la Rúa   | 2000–2001 |
| Humberto Schiavoni            | Ramón Puerta         | 2001      |
| Jorge Obeid                   | Adolfo Rodríguez Saá | 2001      |
| Antonio Cafiero               | Eduardo Camaño       | 2001–2002 |
| Jorge Capitanich              | Eduardo Duhalde      | 2002      |
| Alfredo Atanasof              | Eduardo Duhalde      | 2002–2003 |
| Alberto Fernández             | Néstor Kirchner      | 2003–2007 |
| Alberto Fernández             | Cristina Fernández   | 2007–2008 |
| Sergio Massa                  | Cristina Fernández   | 2008–2009 |
| Aníbal Fernández              | Cristina Fernández   | 2009–2011 |
| Juan Manuel Abal Medina       | Cristina Fernández   | 2011–2013 |
| Jorge Capitanich              | Cristina Fernández   | 2013–2015 |
| Aníbal Fernández              | Cristina Fernández   | 2015      |
| Aníbal Fernández              | Federico Pinedo      | 2015      |
| Marcos Peña                   | Mauricio Macri       | 2015–2019 |
| Santiago Cafiero              | Alberto Fernández    | 2019–2021 |
| Juan Luis Manzur              | Alberto Fernández    | 2021-2023 |
| Agustín Rossi                 | Alberto Fernández    | 2023      |
| Nicolás Posse                 | Javier Milei         | 2023-2024 |
| Guillermo Francos             | Javier Milei         | 2024-     |